# Metro S.A.
La Empresa de Transporte de Pasajeros Metro S.A. —más conocida como Metro S.A.— es una empresa estatal chilena que opera el Metro de Santiago. Está constituida por el Ministerio de Hacienda en un 44,45 % y Corfo con 55,55 % de la propiedad. Su gerencia se encuentra ubicada en el Palacio Bustamante Irarrázaval, contiguo al edificio corporativo principal de Alameda 1414.

## Historia
Creada en 1972, bajo la dependencia del Ministerio de Obras Públicas (MOP), como la «Dirección General Coordinadora del Metro de Santiago y Vialidad Urbana de la Región Metropolitana de Santiago», la cual fue constituida mediante el decreto supremo N.º 584 del 10 de julio del mismo año. Su función consistía en la creación y articulación de la naciente red del Metro de Santiago, y su primer director fue el entonces director general de Obras Públicas, Eduardo Paredes Martínez, quien asumió dicho cargo el 16 del mismo mes. En septiembre de 1973 fue renombrada como «Dirección General del Metro, Vialidad Urbana y Estudios de Transporte Urbano».
En enero de 1974, mediante el Decreto Ley N.º 257, se transformó en la «Dirección General de Metro», perteneciente aún al MOP. Durante 1975 se encargó de la entrada en operaciones de la primera línea de la red del Metro de Santiago; asimismo se encargaba de la construcción de la segunda línea. 
En 1989 con la promulgación de la Ley N.º 18 772 se autoriza la transformación de la Dirección General de Metro en sociedad anónima. Con esto deja de depender legal y económicamente del MOP, dejando su propiedad repartida entre Corfo (62,75 %) y el Fisco de Chile a través del Ministerio de Hacienda (37,25 %). Es así como en 1990 pasa a ser oficialmente Empresa de Transporte de Pasajeros Metro S.A., la cual posee patrimonio propio. En este acto además sus trabajadores pasan a regirse por las leyes laborales existentes en la época.
El control de su gestión lo efectúa el Comité Sistema de Empresas (SEP), antiguo SAE, de Corfo desde 1997. A contar de 2007 pasa a ser uno de los operadores del Transantiago, operando para tal efecto el Metro de Santiago. En dicha instancia tenía a cargo la operación de cinco líneas del mencionado sistema de transporte.[cita requerida]
Hacia 2012, producto de la reestructuración del Transantiago pasa a hacerse cargo logísticamente del sistema de pago del sistema de transporte capitalino. Con esto es el encargado de la emisión, venta y carga de la Tarjeta Bip!, proveyendo la red de carga y venta denominada RedBip.
En 2015, la empresa ve aumentado su giro de operaciones. En dicho proceso, bajo la ley 20 877, el congreso autorizó a Metro S.A. a la operación de buses de cualquier tecnología. Esta medida se realizó principalmente para tener un operador de reserva en caso de contingencias y/o para que la empresa pueda postular de futuras licitaciones de la malla de recorridos del Transantiago.
Hacia 2016, la empresa nuevamente ve ampliado su giro de operación. Esta vez, mediante la promulgación de la ley 20 950, Metro es autorizado a la emisión de medios de pago no bancarios.

## Servicios
Dentro de las áreas de explotación de su negocio se destacan las siguientes:
- Explotación del sistema de transporte de pasajeros Metro de Santiago.
- Articulación del transporte de pasajeros con la Red Metropolitana de Movilidad.
- Emisión, venta y carga del medio de pago del sistema de transporte público capitalino.
- Arrendamiento de locales y espacios comerciales en las estaciones del Metro.
- Administración de bienes inmuebles (intermodales).
- Publicidad y promoción en los trenes y estaciones del Metro.

## Autoridades

### Directorio actual
Desde abril de 2022, el directorio está conformado por:
- Guillermo Muñoz Senda (presidente)
- Marcela Munizaga Muñoz (vicepresidenta)
- Nicolás Valenzuela Levi
- Tadashi Takaoka Caqueo
- Francisca Estrada Quezada
- Susana González Leiva

### Presidentes del directorio
Dirección General de Metro
- Eduardo Paredes Martínez (1972-1973)
- Juan Parrochia Beguin (1973-1975)
- Edgar Köster Frank (1975-1981)
- Ludolf Lausen Kuhlmann (1981-1990)

Metro S.A.
- Óscar Guillermo Garretón (1990-1993)
- Daniel Fernández Koprich (1993-2000)
- Fernando Bustamante Huerta (2000-2006)
- Blas Tomic Errázuriz (2006-2007)
- Clemente Pérez Errázuriz (2007-2010)
- Raphael Bergoeing Vela (2010-2011)
- Fernando Cañas Berkowitz (2012-2014)
- Aldo González Tissinetti (2014)
- Rodrigo Azócar Hidalgo (2014-2018)
- Louis de Grange (2018-2022)[18]
- Guillermo Muñoz Senda (2022-presente)

### Gerentes generales
- Ludolf Lausen Kuhlmann  (1988-1990)
- Sergio Jiménez Moraga (1990-1992)
- Rodolfo Raventós Elissetche (1992-1994)
- Pedro Villar Iroumé (1994-1997)
- Rodrigo Azócar Hidalgo (1997-2006)
- Camila Merino Catalán (2007-2010)
- Roberto Bianchi Poblete (2010-2013)
- Ramón Cañas Cambiaso (2013-2014)
- Rubén Alvarado Vigar (2014-2022)[1]
- Felipe Bravo Busta (2022-presente)